# لورا تشيبير
لورا تشيبير (بالرومانية: Laura Chiper)‏ مواليد 21 أغسطس 1989 في باكاو، رومانيا، هي لاعبة كرة يد رومانية تلعب كجناح أيمن. مثلت منتخب رومانيا لكرة اليد للسيدات. شاركت في دورة الألعاب الأولمبية الصيفية سنة 2016. حققت المركز الثالث في بطولة العالم لكرة اليد للسيدات 2015.

## سجل المنافسة
شاركت في البطولات التالية:
- الألعاب الأولمبية الصيفية 2016
- بطولة العالم لكرة اليد للسيدات 2013
- بطولة العالم لكرة اليد للسيدات 2015
- بطولة أوروبا لكرة اليد للسيدات 2014
- بطولة أوروبا لكرة اليد للسيدات 2016

## الإنجازات
- كأس رومانيا لكرة اليد للسيدات:
  - النهائي: 2013

## روابط خارجية
- لورا تشيبير على موقع الاتحاد الأوروبي لكرة اليد (الإنجليزية)
- لورا تشيبير على موقع أوليمبيديا (الإنجليزية)